# トゥナ
トゥナ（Tuna）は、ポリネシアのマオリ族等に伝わる鰻の神。
トゥナ・ロアとも言われる。
人間の姿に変身でき、雷鳴や大津波を操ることができたという。
トゥナの伝承は様々な言い伝えがある。ある説では、マオリ族の英雄マウイの妻が水浴びをしている時、「嫌に肌がすべすべした男」が彼女にいかがわしい行為を行った。勿論この男はトゥナが変身したものである。妻からこの話を聞いたマウイはトゥナの仕業であることを知り、トゥナを退治したという。
またある説では、トゥナは人間の女ヒナに恋をし、人間の男の姿で彼女に近づいた。しかし、やがてヒナを取り合ってマウイと戦い、結局マウイに倒されたという。
どの伝承にも共通するのは、最後にトゥナは首を刎ねられ、その首を地面に埋められる。そして、そこからココヤシの木が生えたということである。